# Don Marcelino
Don Marcelino è una municipalità di terza classe delle Filippine, situata nella Provincia di Davao Occidental, nella Regione del Davao.
Don Marcelino è formata da 15 baranggay:
- Baluntaya
- Calian
- Dalupan
- Kinanga
- Kiobog
- Lanao
- Lapuan
- Lawa (Pob.)
- Linadasan
- Mabuhay
- North Lamidan
- Nueva Villa
- South Lamidan
- Talagutong (Pob.)
- West Lamidan